# Анадолу (информационное агентство)
Агентство «Анадолу», Анатолийское агентство (тур. Anadolu Ajansı, AA) — крупнейшее турецкое государственное информационное агентство, старейшее в Турции. Создано 6 апреля 1920 года Мустафой Кемалем Ататюрком (тур. Mustafa Kemal Atatürk). В настоящее время агентство является акционерным обществом: 49 % акций принадлежат государству, 51 % — частным вкладчикам. Девиз АА — «Достоверная, объективная и оперативная журналистика». С 3 августа 2011 года должность генерального директора и председателя Совета директоров АА занимает Шенол Казанджи.
Штаб-квартира AA расположена в Анкаре. Имеет международные отделения более чем в 30 странах. Новости агентства доступны на
турецком, албанском, английском, арабском, боснийском, курдском, македонском, персидском, русском, французском языках.

## История
31 марта 1920 года на железнодорожной станции города Гейве (тур. Geyve), присутствовавшие на встрече с Мустафой Кемалем Ататюрком журналисты Юнус Нади (Абалыоглу) и Халиде Эдиб (Адывар) высказали идею создания национального информационного агентства. Из трех вариантов названия агентства — «Тюрк», «Анкара», «Анадолу» — журналисты остановили свой выбор на последнем. 6 апреля состоялось официальное открытие АА.
В период греко-турецкой войны 1919—1922 годов агентство Анадолу взяло на себя задачу держать народ в курсе событий, происходящих в Турции и за её пределами, противостоять пораженческим настроениям, распространяемым некоторыми зарубежными и стамбульскими газетами, освещать ход национально-освободительной борьбы, донести до мирового сообщества справедливые требования турецкого народа и разоблачить игры некоторых кругов, затеянные против интересов Турции.
1 марта 1925 года по решению Ататюрка, с целью осуществления деятельности Анатолийского агентства по западным стандартам, АА было официально реорганизовано в акционерное общество. Таким образом, Анатолийское агентство обрело статус самостоятельного средства массовой информации, что в тот период не имело аналогов даже в странах Запада.
Корреспондентский пункт AA в Москве открыт в 1988 году и аккредитован при МИД Российской Федерации. Он освещает основные события в государственной, политической, экономической, культурной и спортивной жизни России.

## Современный АА
После прихода к власти Партии справедливости и развития «Анадолу» и Корпорация турецкого радио и телевидения были реструктурированы, чтобы более точно отражать линию правительства. Исследователь Даган Ирак отмечает, что данные «производители публичных новостей, особенно во время последнего срока правления ПСР, контролировались чиновниками из небольшой сети, близкой к партийному руководству».
В настоящее время корпункты агентства представлены в 36 странах. Новости агентства выходят на 11 языках: турецком, албанском, английском, арабском, боснийском, курдском, македонском, персидском, русском, фарси и французском. Агентство «Анадолу» сотрудничает с крупнейшим французским информационным агентством Agence France-Presse и крупнейшим мировым фотобанком Getty Images.
Действует новостная академия «Анадолу». Агентством издаётся ежегодный альманах с описанием событий экономической, культурной, спортивной жизни Турции. Альманах издаётся на турецком, арабском, английском. Агентством также организуется конкурс Istanbul Photo Awards.
До 2011 года встречалось название «Анатолийское агентство», в 2011 году на собрании Совета директоров было решено использовать только название «Агентство Анадолу».

## Istanbul Photo Awards
Istanbul Photo Awards — международный конкурс новостной фотографии, проводящийся с 2015 года. За 8 лет проведения конкурса в качестве участников зарегистрировались около 14 000 фотокорреспондентов.

## Критика
«Анадолу» неоднократно обвиняли в турецкой государственной пропаганде. Комитет по борьбе с радикализацией Франции (CIPDR) считает АА «пропагандистским средством», заявив, что оно направлено против Франции «в вводящей в заблуждение и клеветнической манере». Стокгольмский центр свободы назвал агентство «пропагандистской машиной деспотического режима» Эрдогана.